# Alain Badiou
  Alain Badiou    (Rabat, 17 de gener de 1937) és un filòsof, novel·lista, dramaturg i professor francès. És molt coneguda la seva obra L'Être et l'Événement (El ser i l'esdeveniment), i també el seu compromís polític, la seva filiació i defensa del maoisme, i les seves declaracions en favor dels treballadors estrangers en situació irregular.

## Biografia
És fill de Raymond Badiou, professor de matemàtiques a la preparatòria per a l'École Normale Supérieure. El pare va tenir un important paper polític a la Resistència, dins la SFIO durant l'ocupació nazi, i com a alcalde de Tolosa de Llenguadoc entre 1944 i 1958, abans d'unir-se al llavors creat PSU.
Alain va continuar ambdues tasques. El 1960 va ser el primer de la seva promoció de Filosofia a l'''École Normale Supérieure''. Posteriorment va compaginar la seva tasca a l'ENS i a la Facultat de Lletres de Reims, (futura Université de Reims Champagne-Ardenne). Posteriorment va participar en la creació del Centre Universitaire de Vincennes el 1968, el qual posteriorment va convertir-se en Paris-VIII, i on hi va romandre durant 30 anys. El 1999 va ser nomenat professor emèrit de l'ENS. També va ser director del Col·legi Internacional de Filosofia.
Molt actiu en política, va ser militant del PSU, llavors dirigit per Michel Rocard. Crític amb el gir polític del seu partit, Baldiou va mantenir-se dins d'una ortodòxia marxista-leninista. A finals dels anys 60, dins de l'ENS, va ser influït per Louis Althusser i va crear amb ell una secció d'inspiració maoista. Dins de Vincennes, Badiou va mantenir nombroses diferències polítiques amb altres professors i filòsofs d'esquerres, com ara Gilles Deleuze, Jacques Lacan o Jean-François Lyotard.
Badiou també ha fet alguns treballs com a novelista i dramaturg, treballant amb directors com Antoine Vitez. Igualment, ha dut a terme una important tasca editora amb el filòsof François Wahl, especialment pel que fa a l'obra de Barbara Cassin. El juliol de 2013 s'ha anunciat que Alain Badiou dirigirà una pel·lícula basada en la seva pròpia traducció de La República de Plató, un dels seus referents principals, amb Brad Pitt representant el filòsof grec i Sean Connery en el paper de Sòcrates. En les seves pròpies paraules Badiou pretén "fer entrar Plató, emblema de la saviesa universal, el temple contemporani de les imatges comercials, en la màquina propagandística de la vida americana, en la capital de la corrupció capitalista: Hollywood."

## Obres

### Filosofia
- Le Concept de modèle, París, Maspero, 1969
- direcció editorial amb Sylvain Lazarus, La Situation actuelle sur le front de la philosophie, París, Maspero, Cahiers Yenan n⁰ 4, 1977
- Théorie du sujet, París, Seuil, 1982
- Peut-on penser la politique ?, París, Seuil, 1985
- L'Être et l'Événement, París, Seuil, 1988
- Manifeste pour la philosophie, París, Seuil, 1989
- Le Nombre et les Nombres, París, Seuil, 1990
- Conditions, París, Seuil, 1992
- L'Éthique : essai sur la conscience du mal, París, Hatier, 1993
- Deleuze, París, Hachette, 1997
- Saint Paul : la fondation de l'universalisme, París, Presses universitaires de France, 1997
- Abrégé de métapolitique, París, Seuil, 1998
- Court traité d'ontologie transitoire, París, Seuil, 1998
- Petit manuel d'inesthétique, París, Seuil, 1998
- Le Siècle, París, Seuil, 2005
- L'Être et l'Événement, II : Logiques des mondes, París, Seuil, 2006
- Petit panthéon portatif, París, La Fabrique, 2008
- Second manifeste pour la philosophie, París, Fayard, 2009
- L'Antiphilosophie de Wittgenstein, París, Nous, 2009
- Éloge de l'Amour, París, Flammarion, 2009
- amb Barbara Cassin, Heidegger : le nazisme, les femmes, la philosophie, París, Fayard, 2010
- amb Barbara Cassin, Il n'y a pas de rapport sexuel. Deux leçons sur « L'Étourdit », de Lacan, París, Fayard, 2010
- La Philosophie et l'Événement, Meaux, Germina, 2010
- Cinq leçons sur le cas Wagner, París, Nous, 2010
- Le Fini et l'Infini, Montrouge, Bayard, 2010
- La Relation énigmatique entre politique et philosophie, Meaux, Germina, 2011

### Política
- Théorie de la contradiction, París, Maspero, 1975
- amb F. Balmès, De l'idéologie, París, Maspero, 1976
- amb L. Mossot et J. Bellassen, Le Noyau rationnel de la dialectique hégélienne, Maspero, 1977
- D'un désastre obscur, Éditions de l'Aube, 1991
- Circonstances, 1 : Kosovo, 11-septembre, Chirac/Le Pen, Lignes & Manifeste, 2003
- Circonstances, 2 : Irak, foulard, Allemagne/France, Lignes & Manifeste, 2004
- Circonstances, 3 : Portées du mot « juif », Lignes & Manifeste, 2005
- Circonstances, 4 : De quoi Sarkozy est-il le nom ?, Lignes, 2007
- Circonstances, 5 : L'Hypothèse communiste, Lignes, 2009
- amb Slavoj Žižek, Mao : de la pratique et de la contradiction, París, La Fabrique, 2008
- amb Giorgio Agamben, Daniel Bensaïd, Wendy Brown, Jean-Luc Nancy, Jacques Rancière, Kristin Ross i Slavoj Žižek, Démocratie, dans quel état ?, La Fabrique, 2009
- con Terry Eagleton, Jean-Luc Nancy, Toni Negri, Jacques Rancière, Gianni Vattimo, Slavoj Žižek et alii, L'Idée du communisme vol. 1 (Conférence de Londres, 2009), direcció editorial amb Slavoj Žižek, Lignes, 2010
- amb Alain Finkielkraut, L'Explication : conversation avec Aude Lancelin, Lignes, 2010
- amb Éric Hazan, L'Antisémitisme partout : aujourd'hui en France, La Fabrique, 2011
- amb Toni Negri, Slavoj Žižek et alii, L'Idée du communisme, vol. 2 (Conférence de Berlin, 2010), direcció editorial amb Slavoj Žižek, Lignes, 2011
- Circonstances, 6 : Le Réveil de l'Histoire, Lignes, 2011

### Crítica
- Rhapsodie pour le théâtre, París, Imprimerie nationale, 1990
- Beckett, l'increvable désir, París, Hachette, 1995
- Cinéma, París, Nova éditions, 2010

### Novel·la
- Almagestes : trajectoire inverse I, París, Seuil, 1964
- Portulans : trajectoire inverse II, París, Seuil, 1967
- Calme bloc ici-bas, P.O.L., 1997

### Teatre
- L'Écharpe rouge, París, Maspero, 1979
- Ahmed le subtil, Actes Sud, 1984
- Ahmed philosophe, i Ahmed se fâche, Actes Sud, 1995
- Les Citrouilles, Actes Sud, 1996